# Łeś Bełej
Łeś Lubomyrowycz Bełej, ukr. Лесь Любоми́рович Беле́й (ur. 18 listopada 1987 w Użhorodzie – ukraiński językoznawca, pisarz, tłumacz. Laureat nagród literackich «Debiut Zakarpacia» («Дебют Закарпаття», 2008), «Pochodnia» («Смолоскип», 2011), imienia Ołesia Uljanenki (2019). 

## Życiorys
Łeś Bełej urodził się w Użhorodzie w rodzinie filologa, wykładowcy Uniwersytetu Użhorodzkiego Lubomyra Bełeja. Studiował filologię ukraińską na Uniwersytecie Użhorodzkim i filologię angielską na Uniwersytecie Wrocławskim. Pracę «Krajobraz językowy obwodu Zakarpackiego Ukrainy na początku XXI stulecia» («Мовний ландшафт Закарпатської області України початку ХХІ століття» obronił w Instytucie Językoznawstwa imienia O. Potebni Narodowej Akademii Nauk Ukrainy. Członek nieformalnego stowarzyszenia literackiego NLO ((НЛО (Неформального літературного об'єднання)) i Zgromadzenia artystów «Rotonda» (Асамблеї митців «Ротонда»). Pracuje jako naukowiec w Instytucie Językoznawstwa im. O. Potebni. Utwory Łesia Bełeja zostały przetłumaczone na angielski, niemiecki, grecki i polski języki.  

## Utwory własne

### Poezja
- Son et Lumière. Листи без відповіді. — Івано-Франківськ: Лілея-НВ, 2008. — 76 с. — Son et Lumière. Listy bez odpowiedzi
- Дзеркальний куб. — К.: Смолоскип, 2012. — 160 с. — Zwierciadlany sześcian
- Книга про ліс. — Львів: Видавництво Старого Лева, 2016. — 96 с. ISBN 978-617-679-209-3 — Książka o lesie
- КОМ-ПО. Антологія комікс-поезії. — К.: Смолоскип, 2017. — 40 с. ISBN 978-617-7321-12-4 — KOM-PO. Antologia poezji komiksowej [współautorstwo z innymi osobami]
- Антологія молодої української поезії ІІІ тисячоліття. — К.: А-БА-БА-ГА-ЛА-МА-ГА, 2018. — 496 с. ISBN 978-617-585-146-3 — Antologia młodej poezji ukraińskiej III tysiąclecia [współautorstwo z innymi osobami]

### Proza i reportaż
- Червона Соломонова Зірка. — К: Темпора, 2012. — 490 с. ISBN 978-617-56-90-64-2 — Czerwona Gwiazda Sołomonowa [współautorstwo z innymi osobami]
- Ліхіє дев'яності. Любов і ненависть в Ужгороді. — К.: Темпора, 2014. — 368 с. ISBN 978-617-569-164-9 — Dziarskie dziewięćdziesiąte. Miłość i nienawiść w Użhorodzie
- Асиметрична симетрія: польові дослідження українсько-польських відносин. — К: Темпора, 2014. — 280 с. — Symetria asymetryczna: badania terenowe stosunków ukraińsko-polskich [wspólnie z Łukaszem Saturczakiem]
- План порятунку України. — К.: Люта справа, 2018. — 336 с. ISBN 978-617-7420-29-2 — Plan naprawy Ukrainy
- 25 есе про головне. — Івано-Франківськ: Лілея-НВ, 2020. — 192 с. ISBN 978-966-668-510-3 — 25 esejów o najważniejszym [współautorstwo z innymi osobami]
- Людина і речовина. Розповіді про алкоголь, наркотики і інше. — К.: Віват, 2022 — Człowiek i materia. Opowieści o alkoholu, narkotykach i nie tylko
- «АВТОР: БЕЛЕЙ ЛЕСЬ». Artykuły publicystyczne Łesia Bełeja

## Tłumaczenia

### Z języka angielskiego
- Альберто Каїро. «Функціональне мистецтво: Вступ до інфографіки та візуалізації». — Львів: Видавництво УКУ, 2017. — 368 с. ISBN 978-966-2778-75-5, 0-321-83473-9 — Alberto Cairo. «The Functional Art: An Introduction to Information Graphics and Visualization»
- Вілл Ґомперц. «Що це взагалі таке? 150 років сучасного мистецтва в одній пілюлі». Київ: ArtHuss, 2017. — 486 с. ISBN 978-617-751-809-8 — Will Gompertz «What are you looking at? 150 Years of Modern Art in the Blink of an Eye» [współautorstwo z innymi osobami]
- Рут Мартін. «Маленькі дослідники: моє дивовижне тіло». — К.: #книголав, 2017. — 18 с. ISBN 978-966-976-105-7 — Ruth Martin. «Little Explorers, My amazing body»
- Рут Мартін. «Маленькі дослідники: світ тварин». — К.: #книголав, 2017. — 18 с. ISBN 978-966-976-106-4 — Ruth Martin. «Little Explorers, The animal world»
- Адріанна Барман. «Тваринопедія. Зібрання найдивовижніших створінь на Землі» — К.: #книголав, 2017. — 216 с. ISBN 978-966-976-393-8 — Adrianne Barman. «Creaturepedia»
- Данієль Дефо. «Робінзон Крузо». — К.: #книголав, 2017. — 272 с. ISBN 978-617-7563-07-4 — Daniel Defoe. «Robinson Crusoe» [współautorstwo z Hałyną Orlivną]
- Джон Габарро, Джон Коттер. «Як управляти своїм босом». — К.: #книголав, 2017. — 56 с. ISBN 978-966-976-109-5 — John H. Gabarro, John P. Kotter. «Managing your boss»
- Наріса Чакрабонгсе, Ейлін Гантер. «Катя і Принц Сіаму». — К.: Pinzel, 2018. — 262 с. ISBN 978-966-976-445-4 — Narisa Chakrabongse, Eileen Hunter. «Katya & the Prince of Siam» [współautorstwo z Jaryną Belej]
- Вільям Блейк. «Пісні невинності і досвіду». — Івано-Франківськ: П'яний корабель, 2019. — 160 с. ISBN 978-966-975-614-5 — William Blake. «Songs of Innocence and Experience»

### Z języka polskiego
- Пйотр Ібрагім Кальвас. «Єгипет. Харам-халяль». — Львів: Човен, 2018. — 240 с. ISBN 978-966-976-682-3 — Piotr Ibrahim Kalwas. «Egipt: haram halal»
- Ева Барська, Марек Глоговський, Анна Суйка. «Рексик. Велика книга пригод». — К.: Моя книжкова полиця, 2020. — 272 с. ISBN 978-966-977-308-1 — Ewa Barska, Marek Głogowski, Anna Sójka. «Reksio. Wielka księga przygód»

### Z języka słowackiego
- Душан Душек. «Просте речення про любов». — Тернопіль: Крок, 2019. — 208 с. ISBN 978-617-692-551-4 — Dušan Dušek. «Holá veta o láske»
- Катаріна Куцбелова. «Знає, що зробить». — Тернопіль: Крок, 2020. — 44 с. ISBN 978-617-692-559-0 — Katarína Kucbelová. «Vie, čo urobí»
- Домініка Моравчикова. «Діти Гамельна». — Тернопіль: Крок, 2021. — 100 с. ISBN 978-617-692-658-0 — Dominika Moravčíková. «Deti Hamelnu»
- Мірка Абелова. «Віршики для господиньки». — Тернопіль: Крок, 2021. — 96 с. ISBN 978-617-692-612-2 — Mirka Ábelová. «Básničky pre domáce paničky»

### Z języka czeskiego
- «У чехів. Антологія сучасного чеського оповідання». — К.: А-БА-БА-ГА-ЛА-МА-ГА, 2021. — 480 с. ISBN 978-617-585-207-1 — «U Czechów. Antologia współczesnych opowiadań czeskich» [współautorstwo z innymi osobami]

## Prace naukowe
- Українська мова на початку ХХІ ст.: Параметризація соціально-лінгвістичних змін. — К.: Люта справа, 2019. — 144 с. — Język ukraiński na początku XXI stulecia: Parametryzacja przemian społeczno-językowych
- Словник новітніх англізмів. — К.: Наукова думка, 2022. — 320 с. ISBN 978-966-00-1880-8 — Słownik najnowszych anglicyzmów [wspólnie z Aliną Honcharenką, Maryną Kiwu i Iryną Ołeksandruk]
- Особливості функціонування приватних елементів мовного ландшафту Закарпатської області України на поч. ХХІ ст. — Ужгород, 2012. — 41 с. — Osobliwości funkcjonowania prywatnych elementów krajobrazu językowego w obwodzie Zakarpackim Ukrainy na początku XXI stulecia

## Przekłady utworów Łesia Bełeja
- Łeś Bełej. «Plan naprawy Ukrainy». — Kraków: Ha!art, 2023. — 356 s. ISBN 978-83-66571-88-4. Tłumacze: Aleksandra Brzuzy, Maciej Piotrowski, Ziemowit Szczerek

## Nagrody i wyróżnienia
- 2008 — Nagroda literacka «Debiut Zakarpacia»[1]
- 2011 — II nagroda w konkursie literackim Wydawnictwa «Smołoskyp»[1]
- 2016 — Nagroda Gabinetu Ministrów Ukrainy za szczególne osiągnięcia młodzieży w rozwoju Ukrainy (uczestnik)[2]
- 2019 — Międzynarodowa nagroda literacka im. Ołesia Uljanenki[1]
- 2020 — Grant Narodowej Akademii Nauk Ukrainy dla laboratoriów badawczych / grup młodych naukowców Narodowej Akademii Nauk Ukrainy na prowadzenie badań w priorytetowych obszarach rozwoju nauki i techniki[2]